# اوتو پوهلا
اوتو پوهلا (استونیایی: Otto Pohla; ۲۰ مارس ۱۸۹۹ – ژوئیه ۱۹۴۱) کشتی‌گیر اهل استونی بود. وی در مسابقات کشتی فرنگی وزن ۸۲٫۵ کیلوگرم بازی‌های المپیک تابستانی ۱۹۲۸ شرکت کرده‌است. 